# Battaglia di Gaza (2007)
La battaglia di Gaza (in arabo معركة غزّة‎?) si svolse fra il 12 giugno e il 14 giugno 2007 e finì con la presa del controllo della striscia di Gaza da parte di Hamas.
Usando cifre fornite da ospedali e servizi di emergenza, il Comitato internazionale della Croce Rossa (CICR) stimò che più di 550 persone erano state ferite ed almeno 116 uccise durante i combattimenti nella settimana fino al 15 giugno.

## Avvenimenti precedenti
Le elezioni legislative del gennaio 2006 vennero vinte da Hamas. Hamas e gli altri gruppi politici ad esso legati ottennero circa il 44% dei voti validi, mentre il principale partito rivale, Al-Fatah, che fino a quel momento aveva guidato i palestinesi, ottenne circa il 41%. La distribuzione del voto però era molto differente nei vari territori: le principali basi elettorali di Hamas erano nella striscia di Gaza, mentre quelle del Fatah erano concentrate in Cisgiordania, questo lasciò subito presagire che, se i due partiti non avessero trovato un compromesso, sarebbe potuta scoppiare una lotta per il controllo dei due territori nei quali ciascuno dei due partiti era più radicato. In risposta alla vittoria di Hamas ed alla formazione del governo, sia gli Stati Uniti che l'Unione europea interruppero l'invio degli aiuti destinati alla popolazione palestinese poiché considerano Hamas un'organizzazione terroristica.
Dopo la vittoria alle elezioni, Hamas prese la guida del governo, a cui Fatah rifiutò di partecipare. Hamas quindi offrì ad Israele di prolungare di un anno la tregua allora in vigore, ma i suoi leader affermarono che non avrebbero comunque cessato di lottare per la distruzione di Israele e l'espulsione di ogni ebreo dalla Palestina, come è scritto nei suoi statuti. Stando a quanto riferito da fonti diplomatiche gli Stati Uniti ed Israele decisero il taglio degli aiuti, per cercare di destabilizzare il governo di Hamas, nella speranza che il presidente Mahmūd Abbās, dopo qualche mese, potesse indire nuove elezioni e che la popolazione, stanca delle privazioni, si orientasse a votare un governo senza Hamas. I tagli previsti non prevedevano solo il blocco degli aiuti, ma anche il congelamento della consegna del denaro di dazi e tasse raccolti dagli israeliani per conto dell'autorità palestinese e l'impossibilità per i membri del governo palestinese uscito dalle elezioni di viaggiare al di fuori dei territori occupati. Gli Stati Uniti e l'Egitto avrebbero anche addestrato ed armato alcuni uomini di Fatah, in previsione di uno scontro tra le due fazioni.
Dopo il riaccendersi del conflitto Fatah-Hamas il 10 giugno (cosiddetta) battaglia di Gaza, militanti di Hamas catturarono diversi membri del Fath e fecero precipitare uno di essi, Mohammed Sweyrki, ufficiale nell'élite della Guardia Presidenziale Palestinese, dalla cima del più alto edificio di Gaza, un edificio di appartamenti di 15 piani. Per rappresaglia, militanti del Fath attaccarono e uccisero l'imam della Grande Moschea di Gaza, Mohammed al-Rifati. Aprirono anche il fuoco sulla casa del Primo ministro Isma'il Haniya. Poco prima di mezzanotte, un militante di Hamas fu gettato giù da un edificio di 12 piani.
L'11 giugno le residenze sia di Mahmūd Abbās, leader del Fatah e presidente dell'Autorità Nazionale Palestinese, sia del primo ministro di allora Isma'il Haniya, di Hamas, furono bersagliate con armi da fuoco e bombe.

## Attacchi
Il 12 giugno Hamas iniziò ad attaccare postazioni di Al-Fatah, la fazione rivale. Centinaia di combattenti di Hamas si erano mossi sulle postazioni dopo aver dato ai loro occupanti due ore per abbandonarle.
Una più importante base di Al-Fatah nella città settentrionale di Jabaliyya cadde nelle mani dei combattenti di Hamas, secondo quanto testimoniato all'agenzia di notizie AFP. Duri combattimenti infuriarono anche intorno al quartier generale di Fatah a Gaza, quando militanti di Hamas attaccarono con razzi e armi automatiche.
Il 13 giugno Hamas si impossessò del quartier generale delle Forze di Sicurezza Nazionale controllate da Al-Fatah, nel nord della Striscia di Gaza. Uomini armati combatterono per il controllo degli edifici più alti, affinché servissero da postazioni per i cecchini e Hamas disse di aver distrutto un avamposto di Al-Fatah che controllava la principale strada nord-sud di Gaza. Sempre quel giorno un'esplosione distrusse a Khan Yunis il quartier generale della Forza di Sicurezza Preventiva filo-Fatah, uccidendo cinque persone.
Il 14 giugno uomini di Hamas completarono la conquista del quartier generale del Servizio Palestinese di Sicurezza Preventiva nella Striscia di Gaza. I membri di Hamas presero armi e veicoli nel campo, che era considerato il maggiore simbolo dell'Autorità Palestinese nella Striscia. Il Servizio di Sicurezza Preventiva aveva cooperato con Israele nel passato, ed era stato armato dagli Stati Uniti.
È identificato con Mohammed Dahlan, colui che stornava il quaranta per cento dei dazi doganali del varco di Karni sul suo conto corrente personale, all'epoca uno degli uomini più odiati e temuti di Gaza.
Mohammed Dahlan, per vendicarsi della cacciata dalla sua roccaforte di Gaza, in seguito collaborò con il Mossad per l'assassinio a Dubai di Mahmud al-Mabhuh ufficiale delle Brigate Al-Qassam che avevano sconfitto i suoi seguaci.
Gli uomini armati che entrarono nel campo catturarono lì un predicatore e issarono una bandiera sulla cima dell'edificio. Almeno 10 persone furono uccise. La TV di Hamas trasmette le immagini di un mucchio di armi dentro l'edificio, come anche jeep, bombe per mortai e giubbotti antiproiettile presi nel campo, che, stando ad Hamas, erano stati forniti al Fath da Israele e dagli Americani nei mesi precedenti attraverso il confine con l'Egitto.
Membri di Hamas catturarono un predicatore nel campo, al quale loro si riferivano come il "campo dell'eresia". Hamas cambiò anche il nome del quartiere dove sorgeva l'edificio da "Tel al-Hawa" a "Tel al-Islam".
Nel pomeriggio del 14 giugno, la Associated Press riferì di un'esplosione che aveva scosso Gaza. Stando a ufficiali di Al-Fatah, forze di sicurezza si ritirarono dalle loro postazioni e le fecero esplodere così da non permettere ad Hamas di prenderne il controllo. Le forze di sicurezza in seguito si riposizionarono in un altro posto. Più tardi il 14 giugno Hamas prese il controllo della città meridionale di Rafah, che si trova vicino a un valico di confine con l'Egitto ancora chiuso, che è controllato da forze di sicurezza israeliane, palestinesi e dell'Unione Europea. Lo staff dell'Unione Europea era già stato spostato nella città israeliana di Ashkelon, per ragioni di sicurezza.

## Violazioni dei diritti umani e attività criminali
"Questi attacchi sia da Hamas che dal Fath costituiscono brutali assalti ai più fondamentali princìpi umanitari. — Sarah Leah Whitson, direttrice mediorientale per Human Rights Watch.
Human Rights Watch accusò entrambe le fazioni di violazioni della legge umanitaria internazionale, in alcuni casi di crimini di guerra.
Le accuse includono il bersagliare e uccidere civili, le esecuzioni pubbliche di oppositori politici e prigionieri, il gettare prigionieri giù da alti edifici, il combattere in ospedali, e lo sparare da jeep contrassegnate dalla scritta "TV".
Il Comitato Internazionale della Croce Rossa ha denunciato attacchi dentro e intorno due ospedali nella parte settentrionale della Striscia di Gaza.
Durante i combattimenti avvennero molti saccheggiamenti: una folla prese mobili, mattonelle e averi personali dalla villa del defunto leader palestinese Yasser Arafat; la casa dell'ex-uomo forte di Fatah Mohammed Dahlan fu anch'essa saccheggiata: "Un corrispondente dell'AFP ha testimoniato che decine di Palestinesi hanno preso tutto ciò che hanno potuto portare dalla villa di Dahlan - mobili, vasi di piante e anche il lavabo della cucina, completo di tubi e rubinetto"; e alla Muntada, residenza presidenziale sul mare di ʿAbbās, testimoni hanno affermato di aver visto combattenti di Hamas portare via computer, documenti e armi.
L'organizzazione israeliana per i diritti umani B'teselm ha diramato un comunicato per la leadership di Hamas nella Striscia di Gaza: Portate a processo i responsabili per crimini di guerra.

## Conseguenze politiche
Il presidente palestinese Mahmūd Abbās annunciò la dissoluzione del governo di unità e la dichiarazione dello stato di emergenza. Il primo ministro Ismail Haniya fu licenziato e Abbās governò Gaza e la Cisgiordania per decreto presidenziale. Il portavoce di Hamas Sami Abu Zuhuri rispose dichiarando che la decisione del Presidente Abbās era "in parole spicce... inutile" e affermando che Haniya "rimane a capo del governo anche se questo è stato sciolto dal presidente".
Come risultato del conflitto, il territorio controllato dall'Autorità Palestinese è de facto diviso in due entità: il governo della striscia di Gaza, controllato da Hamas, e la Cisgiordania, governata dall'Autorità Nazionale Palestinese.
Il 18 giugno potenze internazionali fra cui l'UE, gli Stati Uniti e Israele supportarono pubblicamente la nuova amministrazione senza Hamas. L'UE e gli Stati Uniti normalizzarono il legame con l'Autorità Nazionale Palestinese e ripristinarono gli aiuti diretti. Israele riconsegnò le entrate fiscali congelate, che ammontavano a circa 800 000 dollari statunitensi, alla nuova amministrazione.

## Conseguenze militari
Hamas ha catturato migliaia armi individuali e otto veicoli corazzati da combattimento forniti dagli Stati Uniti, dall'Egitto e dalla Giordania, all'Autorità Palestinese.
Stando a Muhammad Abdel-El, dei Comitati di Resistenza Popolare alleati di Hamas, Hamas e i suoi alleati hanno trovato molte cose collegabili a intelligence straniere, inclusi file della CIA. Sembra abbia detto che questi «sono più importanti di tutte le armi americane che abbiamo ottenuto negli ultimi due giorni». Abu Abd Allah dell'ala militare di Hamas, le Brigate Ezzedin al-Qassam, sostiene che Hamas renderà pubblica una parte dei documenti, nel dichiarato tentativo di mettere allo scoperto le relazioni segrete fra gli Stati Uniti e gli stati arabi "traditori".